# Cladura decemnotata
Cladura decemnotata är en tvåvingeart som beskrevs av Alexander 1925. Cladura decemnotata ingår i släktet Cladura och familjen småharkrankar. Inga underarter finns listade i Catalogue of Life.